# Бракнелл-Форест
Бракнелл-Форест (англ. Bracknell Forest) — унитарная единица со статусом боро (англ. borough) в Англии, в церемониальном графства Беркшир.

## История
Бракнелл-Форест был образован 1 апреля 1974 года в качестве неметропольного района Бракнелл, на территории бывшего городского района Истхампстед (где и был выстроен новый город Бракнелл). В мае 1998 года он изменил название на современное и получил статус района.
1 апреля 1998 года был упразднён совет графства Беркшир, и Бракнелл-Форест стал унитарной административной единицей.

## География
Унитарная единица Бракнелл-Форест занимает площадь 109 км² и граничит на западе с унитарной единицей Уокингем, на севере и востоке с унитарной единицей Виндзор и Мейденхед, на юго-востоке с графством Суррей, на юге с графством Гэмпшир.

## Население
На территории унитарной единицы проживает 109 617 человек, при средней плотности населения 1002 чел./км².

## Состав
В состав района входят 2 города:
- Бракнелл
- Сандхерст

и 4 общины (англ. civil parish):
- Бинфилд
- Кроуторн
- Уорфилд
- Уинкфилд

## Политика
Бракнелл-Форест управляется советом унитарной единицы, состоящим из 42 депутатов, избранных в 18 округах. В результате последних выборов 39 мест в совете занимают консерваторы.

## Экономика
На территории унитарной единицы Бракнелл-Форест, в городе Бракнелл, расположены штаб-квартиры крупных компаний Avis Europe, занимающейся прокатом автомобилей и Cable & Wireless Worldwide, оказывающей услуги связи. Акции компаний входят в базу расчета индекса FTSE 250.